# 後藤悠仁
後藤 悠仁（ごとう ゆうじ、本名：後藤朋俊（ごとう ともとし）、1961年 - ）は日本のヴィオラ奏者。北海道雨竜郡妹背牛町出身。

## 来歴
- 東京芸術大学卒業。東京芸術大学大学院を修了後、日本フィルハーモニー交響楽団に入団。
- 入団時より2009年まで首席奏者を務める。2015年3月をもって退団し、4月1日付けで日本フィル常務理事兼事務長に就任[1]。
- ヴィオラを中塚良昭、ウルリヒ・コッホ、室内楽を黒沢俊夫、原田幸一郎に師事
- 2001年から毎年秋に、王子ホールなどでソロリサイタルを開いている。

日本フィルハーモニー交響楽団での自らの仕事に加え、アマチュア音楽家への指導も積極的に行っている。
これまで、北日本フィルハーモニー管弦楽団（北海道）、荻窪祝祭管弦楽団（東京）、弦楽合奏団颯（東京）、稲城フィルハーモニー管弦楽団（東京）、
ICU Classic Ensemble（東京）、田園都市フィルハーモニー管弦楽団（神奈川）などの指揮者としても活動。団員から、
継続的な指導を依頼されることが多い。また、トレーナーとしても、在京楽団を中心に、数多くのアマチュアオーケストラを指導している。